# Ат Ванс
Ат Ванс (на немски: At Vance) е пауър метъл и неокласическа метъл група в Германия, създадена от вокалиста Оливер Хартман и китариста Олаф Ленк през 1998 г.

## Биография
At Vance е създадена през 1998 г.  от Олаф Ленк, вече известен със соло албумите си, като китарист на групата Zed Yago и с участието си в проекта progressive Centers. Първият албум No Escape (1998) вече обявява стила на групата, но последният се разкрива едва през 2000 г. с албума Heart of Steel , който е много добре приет от публиката, както и следващия им албум Dragonchaser в 2001 г.
Групата подписва с AFM records през 2002 г. и издава албума Only Human, след което отива на турне с Rhapsody of Fire и Angel Dust. Тогава певецът Оливър Хартман напуска групата, защото не може да поддържа ритъма на турнето. Той ще издава самостоятелен албум Out in the Cold на 25 април 2005 г. чрез лейбъла Frontiers Records.  Матс Левен, бившият певец на Yngwie Malmsteen, го замества. След няколко месеца на писане Олаф Ленк предлага The Evil In You дълбок, иновативен и чувствен албум. Следва турне с Kamelot. В средата на 2004 г. групата обявява записа на нов албум. През декември 2004 г. групата съобщава пристигането на сесийния барабанист Франко Зукароли.  Впоследствие, в началото на 2005 г., At Vance обявяват издаването на албума, озаглавен Chained, на 17 април 2005 г. на AFM Records. 
Chained е роден през 2005 г. и има феноменален успех в Скандинавия. Албумът VII вижда пристигането на Рик Алци. Уморен от промените във формацията, Олаф Ленк ще търси стабилни музиканти за следващото турне. В края на 2007 г. групата е обявена за турне в южна Америка, което ще бъде отменено от  промоутъра. През май 2009 г. групата обявява напускането на Мануел Валтер, който ще бъде заменен от басиста Волфрам Блек от немската група Justice.  През юли 2009 г. AFM Records обявяват последния албум на групата, озаглавен Ride the Sky, за 18 септември.
През 2011 г. групата пуска сингъл, озаглавен Tokyo, заглавие, което отдава почит на Япония.  През юли 2011 г. те са обявени на Borsencrash Festival.  на 27 април 2012 г, групата издава деветия си албум Facing Your Enemy чрез AFM Records.  Същия месец, няколко дни преди издаването на албума, групата пуска видео към заглавната песен Facing Your Enemy. 

## Членове на групата

### Настоящи членове
- Рик Алци – вокали
- Олаф Ленк – китари, клавир
- Крис Хил – бас
- Кевин Кот – барабани

### Бивши членове
- Матс Левен – вокали, китари, кийборд
- Оливер Хартман – вокали, китари
- Райналд Коьнинг – китари
- Ули Мюлер – клавир
- Йохен Шнур – бас
- Саша Фелдман – бас
- Юрген Лукас – барабани
- Джон „Ей Би Си“ Смит (роден като Дарио Тробок)
- Марк Крос (Спунт) – барабани
- Мануел Валтер – бас
- Волфрам Блек – бас
- Алекс Ланденбург – барабани

### Времева линия
|  | Тази страница частично или изцяло представлява превод на страницата At Vance в Уикипедия на английски. Оригиналният текст, както и този превод, са защитени от Лиценза „Криейтив Комънс – Признание – Споделяне на споделеното“, а за съдържание, създадено преди юни 2009 година – от Лиценза за свободна документация на ГНУ. Прегледайте историята на редакциите на оригиналната страница, както и на преводната страница, за да видите списъка на съавторите. ВАЖНО: Този шаблон се отнася единствено до авторските права върху съдържанието на статията. Добавянето му не отменя изискването да се посочват конкретни източници на твърденията, които да бъдат благонадеждни. |

## Дискография

### Албуми
- „No Escape“ – 1999[12]
- „Heart of Steel“ – 2000[12]
- „Dragonchaser“ – 2001[12]
- „Only Human“ – 2002[12]
- „The Evil In You“ – 2003[12]
- „Chained“ – 2005[12]
- „VII“ – 2007[12]
- „Ride the Sky“ – 2009[12]
- „Facing Your Enemy“ – 2012[12]

### Компилации
- „Early Works – Center“ – 2001[12]
- „The Best Of“ – 2004[12]
- „Decade“ – 2010[12]
- „Collection“ – 2018[12]

### Сингли
- „Tokyo“ – 2011[12]